# 野田街道
野田街道（のだかいどう）は、岩手県の盛岡城下と三陸海岸北部の野田を結ぶ街道。

## 概要
野田街道には、
- 本野田街道と呼ばれる、盛岡城下から小本街道の岩泉を経由し、安家（あっか）を通り、野田通代官所の置かれた宇部（久慈市）に至る街道と、
- 沼宮内廻野田街道と呼ばれる、奥州街道の沼宮内宿の北の尾呂部（おろべ）集落で奥州街道と分かれ、吉ヶ沢・葛巻（くずまき）・関・木売内（きうりない）・下戸鎖等から本野田街道に合流し宇部へ向かうルート、
  - および関と小国の間の角掛（つのかけ）峠で分かれて久慈に行く。

の二つのルートがあり、本野田街道より沼宮内廻の方が距離が短く、より多く利用された。
寛文4年（1664年）末の八戸藩成立後、野田方面から盛岡へは途中他領を通ることになり、関番所が設けられた。

この街道は塩の道ともいわれ、八戸藩久慈通や盛岡藩野田通の塩釜で直煮で作られた塩が、南部牛方という行商人達によって盛岡城下や沼宮内通を通って運ばれた。

## 宿場・伝馬継所
- 野田
- 下戸渡
- 木売内
- 小国
- 関
- 葛巻
- 沼宮内

- 海辺
- 安家

## 峠
- 黒森峠（葛巻町）
- 平庭峠（葛巻町 - 久慈市）

## 参考資料
- 青森県史編さん近世部会『青森県史 資料編 近世篇 4 南部1　盛岡藩』青森県、2003年3月3日。
- 青森県史編さん近世部会『青森県史 資料編 近世篇 5 南部2　八戸藩』青森県、2011年3月31日。
- 『岩手県史 第5巻 近世篇 2』岩手県、1963年1月30日。
- 「角川日本地名大辞典」編纂委員会『角川日本地名大辞典 2 青森県』角川書店、1985年12月1日。ISBN 4-04-001020-5。
- 「角川日本地名大辞典」編纂委員会『角川日本地名大辞典 3 岩手県』角川書店、1985年。ISBN 4-04-001030-2。
- （有）平凡社地方資料センター『日本歴史地名大系 第2巻 青森県の地名』平凡社、1982年7月10日。
- （有）平凡社地方資料センター『日本歴史地名大系 第3巻 岩手県の地名』平凡社、1990年7月13日。ISBN 4-582-91022-X。